# Le Jeu comme symbole du monde
Le Jeu comme symbole du monde est un ouvrage du philosophe allemand Eugen Fink édité en 1960 traduit et publié, pour la première fois en France en 1966. « Retrouvant certaines intuitions centrales d'Héraclite et de Nietzsche, Eugen Fink tente de relier en un tout différencié jeu cosmique et jeu humain; il interroge en ce sens magie et mythes, religions et cultes, philosophie et vie. Dépassant la distinction tranchée entre ludique et sérieux, il voit le monde comme un jeu sans joueur et l'homme comme joueur et jouet ». C'est ainsi qu'il pense établir une parenté entre jeu cosmique et jeu humain.

## La finalité de la recherche

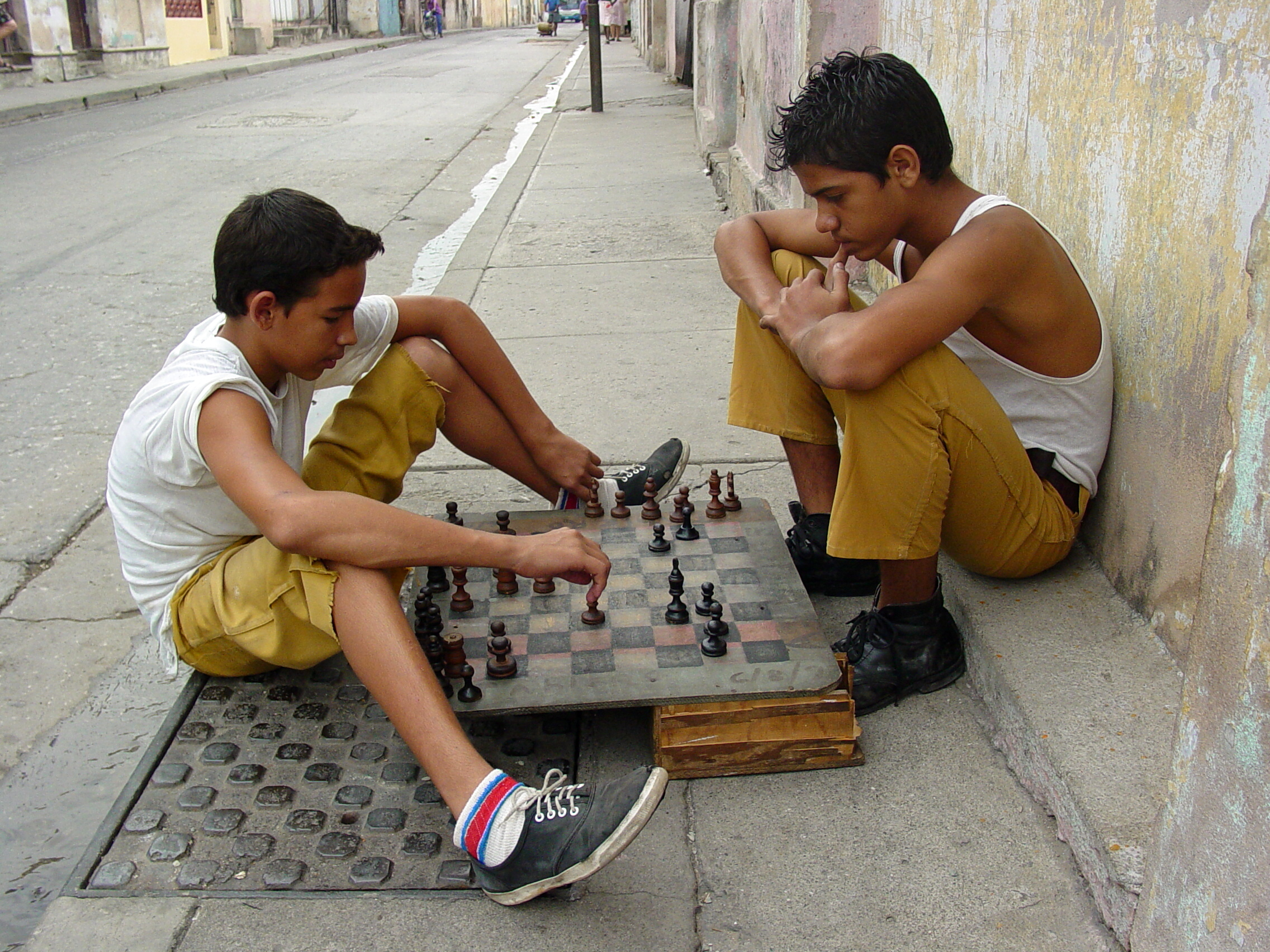
Children Playing Chess on the Street - Santiago de Cuba - Cuba

Eugen Fink constate : que dans tous les modes fondamentaux de l'expérience humaine (je perçois, je me souviens, j'ai rêvé, je pensais), l'intelligibilité première du concept de « monde » prend appui sur une compréhension de l'être-homme comme praxis, agir et liberté, note Raphaël Célis dans la Revue philosophique de Louvain. Toute la « dimension » du monde est affectée par cette conception « c'est toujours sur fond d'une aperception pratique d'un tout finalisé que le monde, entendu comme totalité de l'horizon d'existence, s'avère préalablement découvert et compris ».
Fink s'est progressivement éloigné des conceptions de Husserl et de Heidegger en cherchant une autre forme de «mondanisation » différente de celle que nous mettons en œuvre lorsque nous sommes seulement guidés par un intérêt pratique ou théorique. Fink pense la trouver en revenant à la pensée primitive qui parle du mouvement du monde comme d'une course et du processus d'individuation selon l'« image du jeu » (p.62). Fink se demande si le jeu ne permet pas d'aborder autrement et d'offrir un nouvel éclairage au phénomène du monde note Raphaël Célis .
« Selon Fink,  le jeu, comme phénomène fondamental de l’homme, ne désigne pas seulement la simple activité ludique  mais s’enracine bien plus en amont, dans la possibilité qu’a l’homme de poser l’irréel, de mettre en scène des acteurs, de jouer ou de définir un rôle, et ce, non pas simplement sous la forme particulière du théâtre, mais aussi dans le monde du travail, du pouvoir ou de l’amour, la possibilité du jeu perçant toujours dans les autres phénomènes

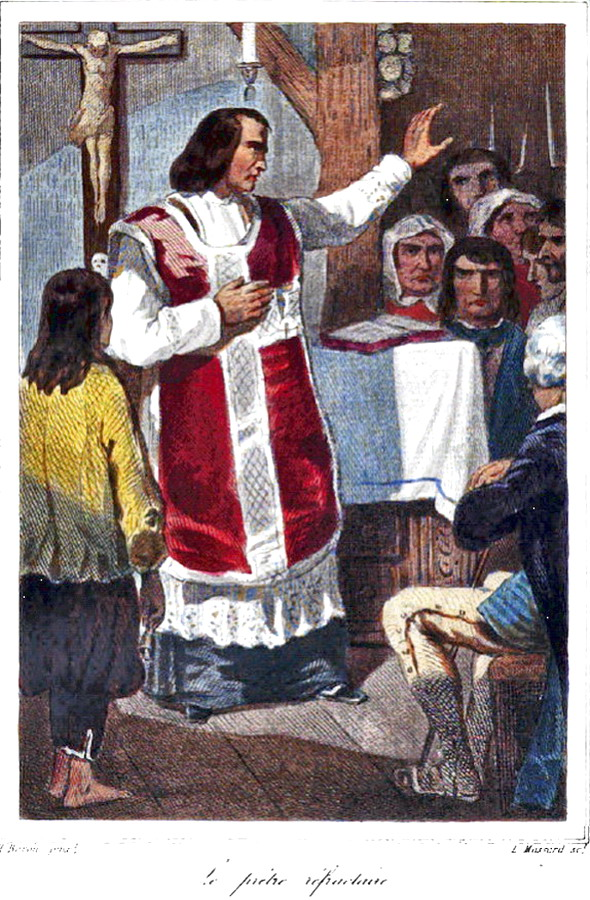
Le prêtre réfractaire

fondamentaux qu’il englobe. [...] l’art, le mythe, le culte, sont eux aussi des formes de jeu, dans la mesure où ils expriment, dans la réalité, les aspirations de l’homme, qu’ils symbolisent objectivement. C’est l’expression de l’imaginaire dans le réel qui définit le jeu, et celui-ci, comme tel, est l’ultime phénomène fondamental de l’existence humaine. » écrit David Chaberty.
« Tout jeu est une modélisation du monde, un symbole, qui réunit le monde imaginaire et le monde réel, le jeu étant la communication entre ces deux réalités dont il constitue une réduction appréhensible pour notre esprit [... ] il ne s'agit pas d'une reproduction à l'identique d'une information ou d'une expérience mais leur recréation dans la pleine acception du terme d'une partie modèle qui n'existe pas et n'existera jamais parce qu'elle n'est que potentielle » écrit Boris Solinski ,.
Pour introduire à cette pensée Fink , dans un large détour, consacre le premier chapitre de l'ouvrage à des considérations générales sur la conception métaphysique du monde et de l'homme, à l'évaluation problématique des choses selon leur rang ontologique, à quelques sentences obscures d'un penseur présocratique à savoir Héraclite et à la position mondaine de l'homme, être intermédiaire entre l'animal et Dieu, pour, après la notion d'« être-dans-le-monde », reprendre et terminer sur le concept d'« être-au-monde» de la phénoménologie heideggérienne (p.54). Les chapitres 2 et 3  sont plus spécialement orientés sur la question du jeu en procédant à son examen sous l'angle de son interprétation métaphysique et sous l'angle de son interprétation mythique. Le dernier chapitre (4) s'interroge sur la mondanité du jeu humain autrement dit le mode propre de mondanisation auquel nous fait accéder le jeu qui n'est ni celui de la praxis ni celui de la raison théorique.

## Le monde comme jeu
Parce que le jeu est d'abord un mode d'être de l'homme c'est à partir de l'étude de la position singulière de cet être dans le « Cosmos » (au sens Grec) que Fink entend aborder cette question. Au §5 du premier chapitre, Fink recense tout ce qui différencie ce qu'il appelle l'« être-dans-le-monde » de la pierre ou de l'animal avec l'« être-dans-le- monde » de l'homme.Notamment « l'homme a relation avec l'impérissable qui gouverne la disparition, le lever et le déclin des choses finies » (p.58). « Pour la métaphysique le monde est une somme de choses, il n’est pas reconnu comme une dimension supérieure dans laquelle viennent et disparaissent les choses ; dans la mesure où l’espace et le temps sont conçus à partir des choses, où la dimension spatio-temporelle d’ensemble n’est pas aperçue, le jeu du Tout, dans lequel tout étant fini apparaît et disparaît, dans lequel quand l’un apparaît l’autre disparaît et inversement, n’est pas et ne peut pas, lui non plus, pour des raisons essentielles, être aperçu », écrit David Chaberty. Dans Les Lois, « Platon interprète la relation entre les hommes et les dieux dans la perspective du jeu : il appelle l'homme le jouet des dieux » (p.93). Fink reprend la métaphore de l'enfant qui joue : « le paradis perdu de l'enfance est l'image directrice de notre croyance en des dieux qui passent leur existence heureuse à jouer. À partir de là nous pouvons imaginer dans une certaine mesure, et surtout sentir, ce que pourrait être le jeu divin. Leur vie surhumaine ressemblerait à l'enfant qui joue au tric-trac », cité par Boris Solinski .  Fink qualifie le mouvement du monde de course, la « course du monde », que la pensée primitive décrit comme « le royaume de l'enfant, de l'enfant qui joue, dans lequel le jeu devient la métaphore cosmique pour le tout de l'apparition et de la disparition des choses, des étants, dans l'espace-temps du monde » (p.62)
Les choses n'apparaissent individuellement que dans un rapport de choses qui se tiennent  et l'ensemble dans un universel rapport global (p.60). Dans la perspective classique l'être est interprété comme chose individuelle, comme être de l'étant fini, « cachant ainsi que l'origine des choses finies se trouve dans l'action du monde, la finitude devenant  elle-même un phénomène, une donnée appartenant aux choses » (p.61).« Toute chose finie est par son autonomie séparée du fond originel de la vie, d'où il y a de multiples modes sur lesquels une chose finie peut devenir « symbole » authentique, se mettre à briller dans son intramondanité, renvoyant ainsi au tout du monde lorsque le caractère fragmentaire de l'étant apparaît dans la lumière du monde » (p.129).
Fink procède à une autre inversion quant à l'« ouverture » de l'homme au monde qui n'est plus le fait de sa propre nature mais le fait du monde lui-même.

## L'essence du jeu
Le propos de Fink dans cet ouvrage est de tenter de gagner la signification philosophique du jeu. « Fink procède en deux temps : d’abord une mise en question de l’interprétation métaphysique du jeu, puis, encore plus en arrière, une considération sur les pratiques ludiques archi-originaires, telles qu’elles apparaissent dans le culte primitif et dans les pratiques magiques ».
.

### Interprétation métaphysique du jeu

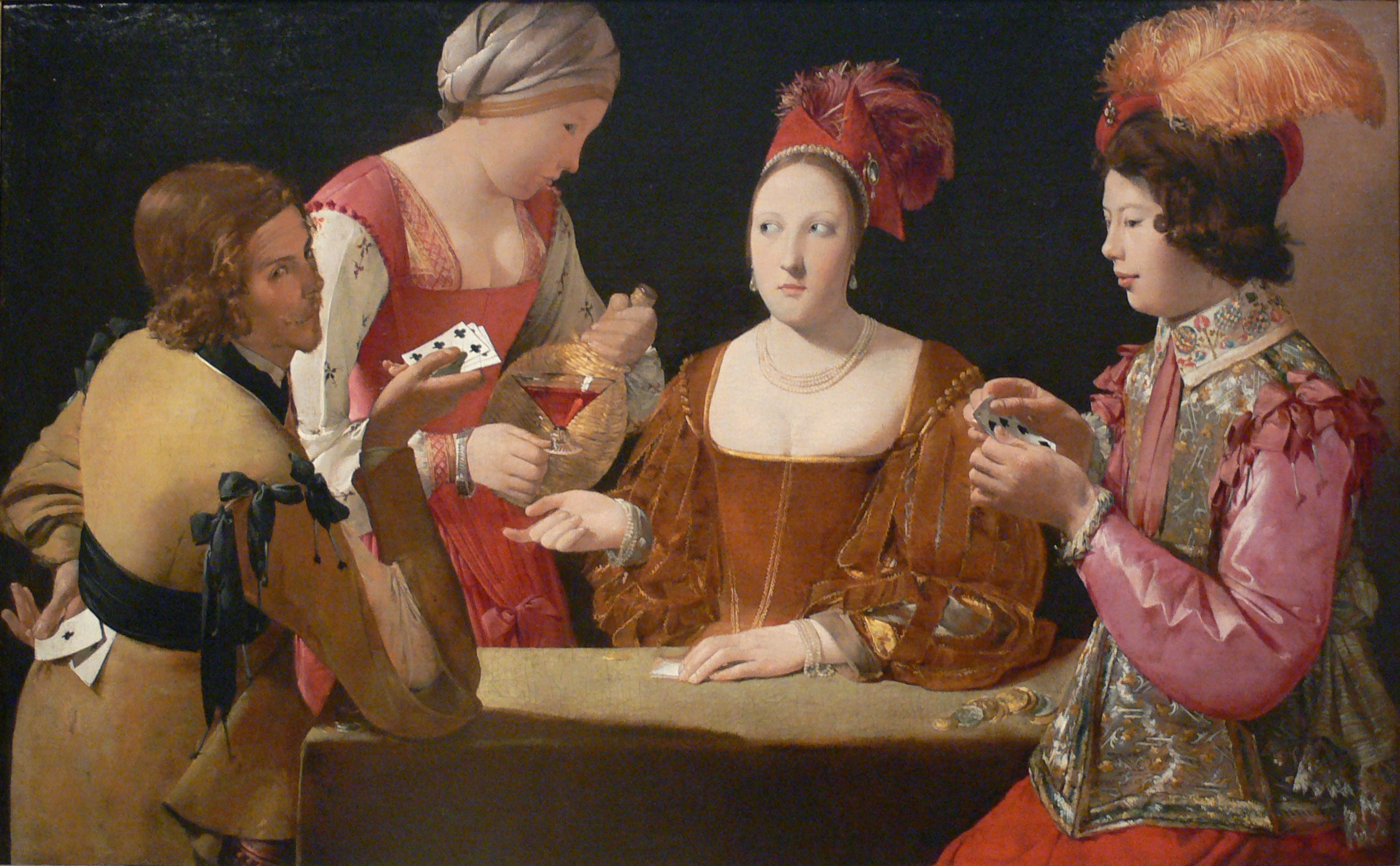
Georges de La Tour 029a

Du point de vue de la métaphysique le jeu qui privilégie l'apparence et n'a donc pas la dignité du vrai, est dévalué. Raphaël Célis remarque : s'agissant du « concept de jeu [...] qui n'a pas été totalement intégré dans la hiérarchisation platonicienne de l'être, où le modèle s'oppose à la copie, la vérité à son mime, l'original à son reflet. Parce qu'il ne s'insère précisément pas dans les registres de la «préoccupation», [...] la tradition métaphysique occidentale ne s'est jamais véritablement décidée à lui octroyer un statut ontologique spécial ». Fink part du caractère le plus immédiat du jeu. Comparé à l'approche métaphysique privilégiée des choses scientifiques ou pré-scientifiques, le jeu se caractérise par son « irréalité  » (p.67). Fink qui fait de la relation de l'homme et du monde un problème philosophique fondamental s'interroge expressément : « comment le moment ludique de l'« irréalité » pourrait-il contenir une indication concernant le monde lui-même »(p.70).
En principe l'« imaginé » est nul, pourtant ce qui est simplement imaginé n'est pas rien du tout même pour la métaphysique. Si le contenu imaginé n'est pas réel il l'est tout de même un petit peu en tant que moment intentionnel de l'acte d'imaginer ce qui conduit à considérer qu'un acte réel contient en lui une irréalité (p.73). Fink s'interroge « en quel sens le jeu humain est-il déterminé par une « irréalité » qui lui est propre? » (p.73) L'être réel ne s'attribue pas à l'homme selon les mêmes modalités qu'aux choses L'homme est d'autant plus réel qu'il est libre, dès lors pris comme accomplissement spontané de la vie, le jeu, (la représentation, le mime, le culte) apparaît comme  une sorte d'auto-réalisation de l'homme (p.74)., 
Sur le fond de l'histoire de la métaphysique occidentale depuis Platon, Fink s'interroge sur la part d'« irréalité » caractérisant le jeu. « Comment faut-il la comprendre ? Est-elle copie et imitation, mimésis ? En outre est-elle imitation du réel authentique et véritable, ou bien imitation de quelque chose qui déjà par soi-même est dérivation, imitation ? Ou bien est-ce finalement placer le jeu dans une fausse perspective lorsqu'on y voit une imitation (de quelque espèce que ce soit) de la vie sérieuse des choses de la réalité sérieuse de la vie des hommes » (p.95).
Alors que la critique platonicienne interprète le jeu comme copie, Fink se demande, quand bien même le jeu aurait un caractère mimétique, « si on le saisit, dans son sens plein et originel, lorsqu'on en détache le moment de la mimésis pour en faire le moment privilégié » (p.102). « En mesurant le jeu, l’activité ludique à partir d’une analyse philosophique, métaphysique, de l’image, l’on ne saisit pas vraiment l’activité ludique dans ce qui lui est propre », écrit David Chaberty. Ce serait d'abord nier le travail créateur du poète; « le monde réfléchi du jeu se comporte comme si nous le regardions à travers une fenêtre [...] il est impossible de s'y frayer un chemin mais on peut regarder dedans [...] le monde réfléchi n'est nulle part ailleurs que dans un tel regard, il n'est pour ainsi dire que la fenêtre par laquelle nous regardons [...] L'espace réfléchi a une profondeur irréelle » (p.100). « Ce qu’il s’agit d’abord de réévaluer c’est le statut de ce que Fink appelle l’image ludique, qui ne se définit pas d’abord comme la simple copie d’une réalité, comme le tableau qui représente le paysage, mais par la production d’une apparence ».
Plus profondément comme le souligne Raphaël Célis, « grâce à l'opération ludique, l'homme peut réaliser, sur le mode de la simulation et du « comme si », toutes les possibilités délaissées ou inexploitées de son être dans le monde. Ce faisant il accomplit plus qu'un élargissement fictif de son horizon d'existence : il touche à la profondeur de l'être-lié du monde en lui ».

### Interprétation mythique du jeu

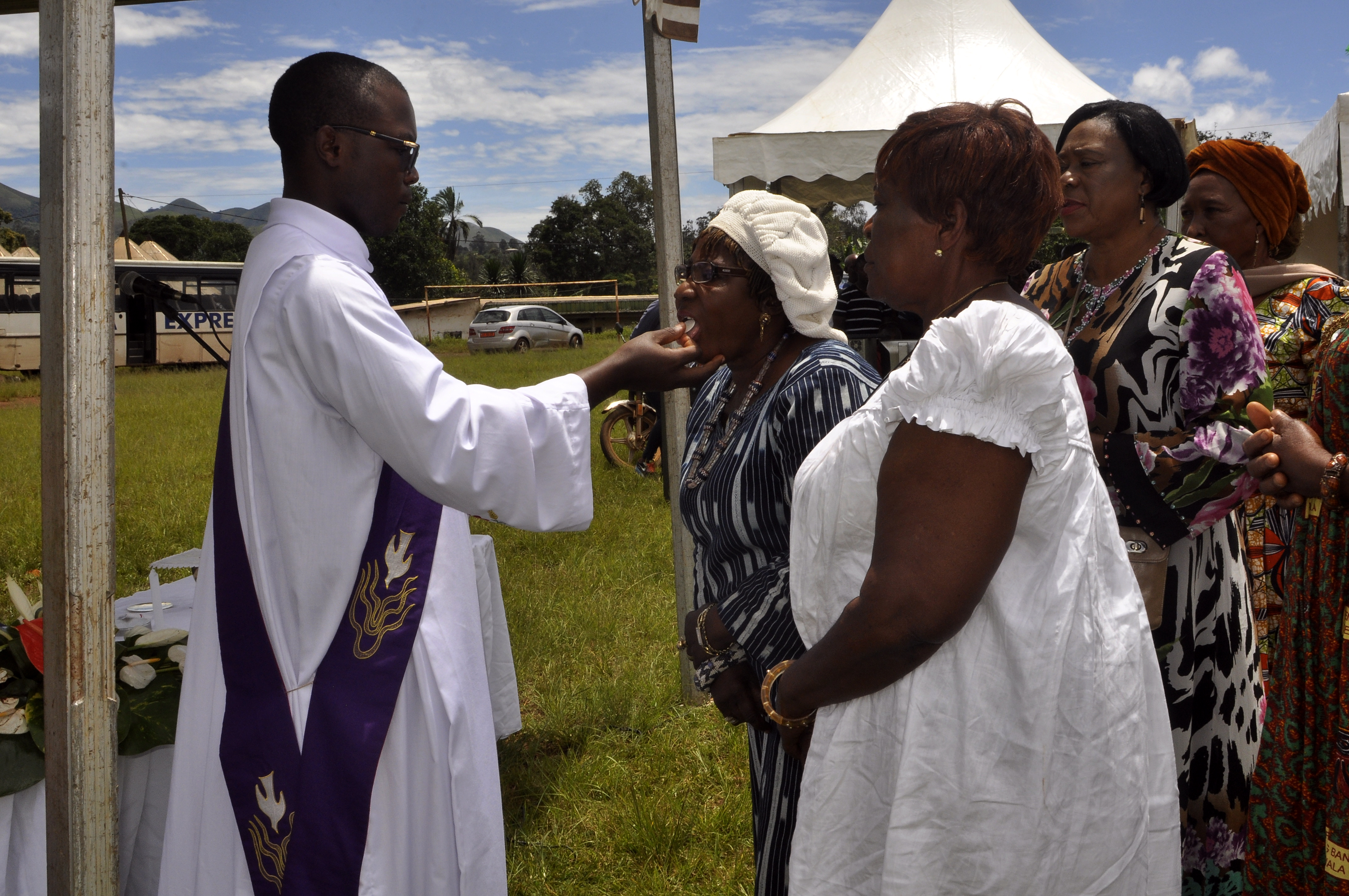
Prêtre donnant la communionn

Selon Fink le jeu serait une forme particulière de la relation de l'homme avec le monde. « Parce que dans le temps, toutes les choses possédaient une profondeur de monde, que sur tout brin d'herbe brillait la lumière des astres les plus lointains, et que tout était rempli de divinité, l'aube de l'humanité n'aurait connu aucun culte » (p.130). Le culte est le souvenir de cet âge d'or (p.143). Maintenant,« l’homme vit dans l’oubli du monde, dans l’orientation vers les choses, et dans l’intérêt par lequel il est orienté vers les choses, qu’un « oublié » l’habite cependant de telle sorte qu’il est pour ainsi dire dans la nécessité de l’exprimer et de communier avec lui. C’est pourquoi pour Fink l’une des formes élémentaires de la pratique ludique, entendue comme la position d’une irréalité symbolique, est le culte ».  « Le culte qui entreprend une action contre le nivellement et la banalisation de l'existence humaine est une tentative de faire briller à nouveau la lumière originelle du monde sur toutes choses finies » (p.130-131). Fink explique « comment une réalité ordinaire peut revêtir, en tant que support du sens ludique, une signification sacrée : la colline du Parthénon devient la base d’un édifice sacré et acquiert une signification qui la distingue d’une colline ordinaire ».

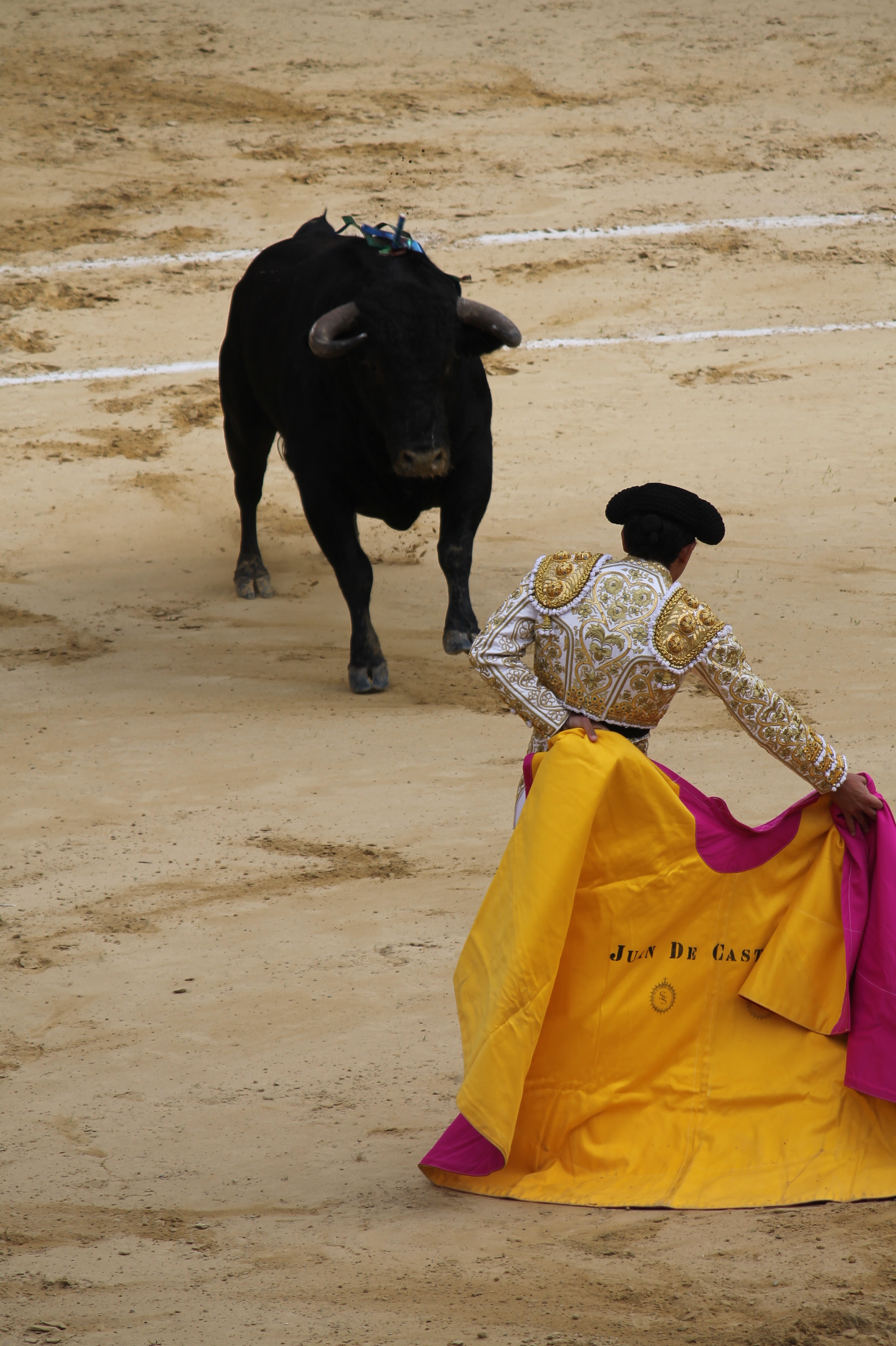
GaoneraBog

L'analyse des temps archaïques pousse Fink à renverser « la valeur philosophique du phénomène du jeu, à la retourner : loin de copier une simple chose, le jeu
exprime la compréhension, bien plus originaire, du monde ». Si bien qu'au lieu d'être une pratique dévaluée une fabulation, le jeu se définit , au contraire, plutôt par la position de quelque chose de « sur-vrai » (quelque chose de plus fort en être que la simple chose), pour l'homme qui pressent par delà les choses « une dimension supérieure, la dimension du divin et du sacré, à laquelle il s’en remet pour les besoins de son existence ».

## La mondanité du jeu humain
En guise de conclusion, « Fink considère que le phénomène du jeu, bien loin d’être d’un rang secondaire par rapport aux questions « sérieuses » de la vie, est l’expression du rapport au monde originaire. « La production de l’apparence ludique présentée comme inférieure ontologiquement à la réalité de l’étant, est au contraire la projection de quelque chose de plus fort en être que la simple chose, elle est la production et la manifestation du sacré, du divin, de quelque chose de bien plus puissant que l’être de la seule chose », écrit , dans sa thèse, David Chaberty. C’est pourquoi Fink établit un rapport essentiel entre jeu humain et jeu cosmique ». Fink résume sous forme de thèse la réponse à la question de l'essence du jeu « le jeu humain est un mode particulièrement remarquable sur lequel l'existence se rapporte au tout de ce qui est et sur lequel elle se laisse traverser et animer par le tout »(p.227).
L'intramondanité n'a pas le sens d'une appartenance statique mais d'un « procès » qui englobe : « les choses qui naissent et périssent, augmentent et diminuent, se déplacent et se transforment, tout cela se produit manifestement à l'intérieur du monde. C'est en lui que se produisent le constant va-et-vient, l'apparition et la disparition, le changement de place et le séjour limité [...] qu'une chose s'accroît alors qu'une autre diminue, que l'un monte et l'autre décline, qu'une chose apparaît alors qu'une autre touche à sa fin [...] c'est dans le monde qu'il y a l'unité et la multiplicité » écrit Fink. Le monde devient « une dimension qui se situe au-delà de la métaphysique onto-théologique et qui en tant que phénomène d'être total, englobe le tout de l'être et ne saurait être pensé comme somme des d'étants finis ni non plus comme horizon englobant des étants », écrit Natalie Depraz.
« La position que conquiert Fink, sur le problème du jeu, est donc une conception post-métaphysique, où le jeu du monde n’est plus saisi par la médiation de
croyances primitives dans des esprits bienveillants ou néfastes, mais où le jeu du monde est saisi philosophiquement, par la pensée du Tout, et non par des croyances
anthropomorphiques. Le jeu du monde est l’archi-originaire, la compréhension du jeu du monde est la compréhension originaire qui scelle le propre de l’homme et de son séjour dans la dimension qu’il habite ».
.